# Gustav Adolf Renz
Gustav Adolf Renz (* 26. Juli 1862 in Jordanbad bei Biberach; † 2. Juli 1946 in Bad Mergentheim) war ein deutscher Archivar.

## Leben
Renz war der Sohn des Apothekers Gustav Adolf Renz (sen.), des Besitzers des Jordanbades. Er besuchte die Volksschule in Jordanbad und absolvierte von 1883 bis 1884 seine Militärzeit. 1887 heiratete er Maria Katharina, geborene Beck. Aus der Ehe gingen zwei Kinder hervor. Die Ehe wurde 1912 geschieden. 1913 heiratete Renz in zweiter Ehe Klara, geb. Herkt.
Nach einer Forschungsreise und wissenschaftlichen Forschungsaufträgen war Renz von 1887 bis 1894 Sekretär des historischen Vereins in Regensburg / Schrammelhof. Von 1894 bis 1897 arbeitete er als Pfleger der Württembergischen Kommission für Landesgeschichte im Oberamt Leutkirch.
Erst spät entschloss er sich noch zu einer wissenschaftlichen Ausbildung und studierte Geschichte in München und Heidelberg. Nach seinem Studium arbeitete er als Archiv- und Domänenassessor auf Schloss Buxheim und als Rentamtmann auf Schloss Babenhausen.
1906 wurde Renz Feuilleton-Redakteur beim „Schwarzwälder Boten“ in Oberndorf am Neckar. 1916 zog er nach Radolfzell, wo er Chefredakteur der „Freien Stimme“ und des „Seeboten“ wurde. Von 1915 bis 1925 war Renz Vorsitzender des Südwestdeutschen Zeitungsverleger-Vereins.
1925 zog Renz nach Bad Mergentheim, wo er die Redaktion der Tauber-Zeitung übernahm. Hier gründete er auch die „Mergentheimer Heimatblätter“, in denen er selbst zahlreiche historische Abhandlungen veröffentlichte. Auf eigenen Wunsch wurde Renz auch zum Stadtarchivar ernannt. Ab 1930, schon nach seiner Pensionierung, wurde Renz auch als Archivpfleger für den Kreis Mergentheim eingesetzt. An seinem 70. Geburtstag im Jahr 1932 verlieh die Stadt Mergentheim ihm den Titel „städtischer Archivrat“.

## Veröffentlichungen (Auswahl)
- Die Juden in Mergentheim : eine geschichtliche Darstellung. Mergentheim 1943.
- Geschichte des Heilbades Mergentheim : nach archivalischen Quellen. Thomm, Bad Mergentheim 1938.
- Die Schlacht bei Herbsthausen. Kling, Bad Mergentheim 1937.
- Wolfgang Schutzbar genannt Milchling : das Lebensbild eines Reichsfürsten und Ordensritters. Kling, Bad Mergentheim 1931.

- Der Doktor von Dischingen : Grossvatergeschichten vom Enkel. AG Schwarzwälder Bote, Oberndorf a. N. 1911.
- Reichenauer Insel-Lieder. Insel Reichenau 1909.
- Archivalien des ehemaligen Cistercienserinnen-Klosters Baindt bei Ravensburg. Dt. Volksblatt, Stuttgart 1893.
- Das Landesschützenwesen Württembergs in seiner gegenwärtigen Zersplitterung, kritisch beleuchtet ... Preitinger, Biberach 1865.
- Oberschwabens Mineralbad Jordan bei Biberach. Preitinger, Biberach 1863.